# Eric Benzekri
Pour les articles homonymes, voir Benzekri.
Eric Benzekri, né en 1973 à  Sartrouville (Yvelines), est un scénariste français.

## Biographie
Eric Benzekri naît et grandit à Montesson (Yvelines). Son père, électricien, est un juif parisien qui a échappé dans sa jeunesse à la rafle du Vél’ d’Hiv[réf. nécessaire]. Sa mère est une juive marocaine qui a immigré en France en 1956, lors de l’indépendance[réf. nécessaire]. Eric Benzekri lui-même est depuis devenu athée. 
Après son baccalauréat, il intègre l'Institut d'études politiques de Strasbourg, puis brièvement la classe préparatoire au concours de l'ENA. Parallèlement, il s'engage contre la loi Jospin de 1990, puis entre au bureau national de l'UNEF-ID puis rejoint le courant Gauche socialiste du Parti socialiste créé par Jean-Luc Mélenchon et Julien Dray.
De 2000 à 2002, il fait partie du cabinet de Jean-Luc Mélenchon, alors ministre délégué à l’Enseignement professionnel, puis de l'équipe de Julien Dray. Il tente par la suite de prendre la tête de la fédération socialiste de l'Essonne.
En 2005, Eric Benzekri s'éloigne de la politique, et collabore à l'écriture de plusieurs séries télévisées pour Canal+ : Maison close (2010-2013) et Lascars (2012). Puis, il contribue à la série Baron noir (2016-2020), une fiction politique mettant en scène Kad Merad, Niels Arestrup puis Anna Mouglalis dans les rôles principaux. Les trois saisons de cette série connaissent le succès.
En 2024, il contribue à une autre série de Canal+, La Fièvre, qui se déroule dans l'univers d’une crise médiatico-politique sur fond de thématique identitaire, dans laquelle les spécialistes de la « fabrique de l’opinion » rivalisent d’excellence dans l’anticipation des tendances de la société.

## Scénariste

### Séries télévisées
- 2010 : Maison close (Saison 1)
- 2012 : Lascars
- 2016 - 2020: Baron noir
- 2024 : La Fièvre

### Cinéma
- 2013 : 16 ans ou presque